# Alien des Jahres
Mit der Aktion Alien des Jahres im Rahmen Natur des Jahres will der Naturschutzbund Österreich auf die Gefährdung der einheimischen Natur durch Neobiota aufmerksam machen.

## Bisherige Alien des Jahres in Österreich
| Jahr | deutscher Name                | wissenschaftlicher Name         | Abbildung                                                            |
| ---- | ----------------------------- | ------------------------------- | -------------------------------------------------------------------- |
| 2018 | Drüsiges Springkraut          | Impatiens glandulifera          | Drüsiges Springkraut Alien des Jahres 2018 in Österreich             |
| 2019 | Goldfisch                     | Carassius gibelio forma auratus | Goldfisch Alien des Jahres 2019 in Österreich                        |
| 2020 | Robinie                       | Robinia pseudoacacia            | Robinie Alien des Jahres 2020 in Österreich                          |
| 2021 | Asiatischer Marienkäfer       | Harmonia axyridis               | Asiatischer Harlekin-Marienkäfer Alien des Jahres 2021 in Österreich |
| 2022 | Beifußblättriges Traubenkraut | Ambrosia artemisiifolia         | Beifußblättriges Traubenkraut Alien des Jahres 2022 in Österreich    |
| 2023 | Signalkrebs                   | Pacifastacus leniusculus        | Signalkrebs Alien des Jahres 2023 in Österreich                      |
| 2024 | Japanischer Staudenknöterich  | Fallopia japonica               | Japanischer Staudenknöterich Alien des Jahres 2024 in Österreich     |
| 2025 | Japankäfer                    | Popillia japonica               | Japankäfer Alien des Jahres 2027 in Österreich                       |